# Angram (Richmondshire)
Angram – osada w Anglii, w hrabstwie North Yorkshire, w dystrykcie (unitary authority) North Yorkshire. Leży 87 km na północny zachód od miasta York i 349 km na północny zachód od Londynu.